# ويليام هاريسون (سياسي)
ويليام هاريسون هو مؤرخ وسياسي كندي، ولد في 10 مايو 1834، وتوفي في 2 مارس 1922.